# Joaquim Cândido Guilhobel
Joaquim Cândido Guilhobel ou Guillobel (Lisboa, 1787 - Rio de Janeiro, 1859) foi um arquiteto, pintor, cartógrafo e militar português com destacada atuação no Brasil do século XIX.

## Biografia

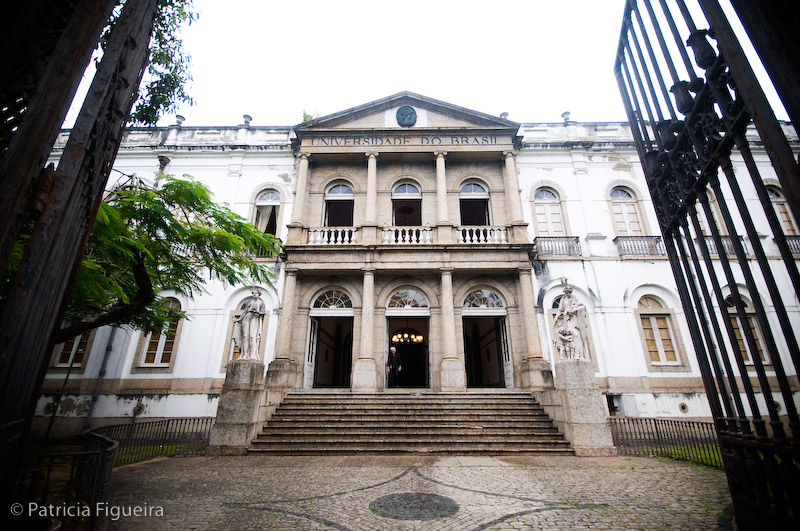
Pórtico do antigo Hospital de Alienados, projeto de Guilhobel. O edifício é hoje o Palácio Universitário da UFRJ.

Chegou ao Rio de Janeiro em 1808, acompanhando o pai, Francisco Agostinho Guilhobel, que veio ao Brasil trabalhar na recém-criada Casa da Moeda. Em 1811 era primeiro tenente do Imperial Corpo de Engenheiros e desenhista do Arquivo Militar. No ano seguinte começou a produzir pequenos desenhos de tipos urbanos do Rio de Janeiro, que seriam muito reproduzidos como cartões-postais. Em 1819 é transferido à Província do Maranhão, onde realiza trabalhos cartográficos publicados em 1820 e 1821. Retornou ao Rio em 1825, e entre esse ano e o seguinte realizou trabalhos cartográficos da Província do Rio de Janeiro.
Em 1826 foi promovido a capitão graduado. No ano seguinte matriculou-se na Academia Imperial de Belas Artes, onde fez o curso de arquitetura com o célebre professor Grandjean de Montigny. A partir de então assumiu vários cargos públicos e militares: foi novamente nomeado desenhista do Arquivo Militar em 1829, ajudante do professor de desenho descritivo e arquitetura militar da Imperial Academia Militar em 1832 e inspetor de obras públicas do Rio de Janeiro em 1835. Em 1836, assumiu a cadeira de professor de desenho descritivo e arquitetura da Imperial Academia Militar. Nas décadas de 1830 e 1840 realizou trabalhos cartográficos na Província do Rio de Janeiro e participou em vários projetos urbanísticos e arquitetônicos.
Entre 1845 e 1855 trabalhou na construção do Palácio Imperial de Petrópolis (atual Museu Imperial). Em 1850 realizou o projeto do Colégio de Petrópolis, e no ano seguinte mudou-se para aquela cidade. Em 1852 realizou o projeto do zimbório da capela da Santa Casa da Misericórdia do Rio de Janeiro.[carece de fontes?]
Em 1855, foi nomeado professor honorário de ciências acessórias na cadeira de matemáticas aplicadas da Academia Imperial de Belas Artes. No ano seguinte recebeu da Casa Imperial uma gratificação por seu trabalho nas obras do Palácio Imperial de Petrópolis. Faleceu no Rio de Janeiro em 1859.[carece de fontes?]

## Obra
Guilhobel deixou uma obra multifacética. Trabalhando para o Exército como cartógrafo e topógrafo, é autor da Carta Geral da Província do Maranhão (1820), Coleção dos usos e costumes dos habitantes da cidade de São Luís do Maranhão (1820) e Carta Reduzida da Costa da Província do Maranhão (1821). Também na Província do Rio de Janeiro trabalhou em projetos cartográficos na década de 1820.
Como pintor, realizou a partir de 1812 uma série de aquarelas que retratam tipos humanos do Rio de Janeiro, como escravos trabalhando, damas portuguesas, vendedores ambulantes etc. Reproduções de tais pinturas, de apenas 8 a 12 cm de altura, podiam ser vendidas como cartões-postais em álbuns ou separadamente. As obras de Guilhobel serviram de modelo para vários artistas que trabalharam no Rio na época, como Thomas Ender, Henry Chamberlain e Jean-Baptiste Debret.
Como arquiteto, Guilhobel realizou sua obra no estilo neoclássico favorecido pela Academia Imperial de Belas Artes e seu principal professor, Grandjean de Montigny. Projetou um novo chafariz para o Largo da Carioca e, em 1836, realizou modificações na sala da Câmara dos Senadores do Rio.
Muitos dos seus trabalhos arquitetônicos foram realizados em parceria com seu compatriota José Domingos Monteiro e o brasileiro José Maria Jacinto Rebelo. Um desses trabalhos foi o Hospital de Alienados d. Pedro II (1842-1852, atual Palácio Universitário da UFRJ), para o qual Guilhobel desenhou c. 1842 o pórtico neoclássico sobre um projeto geral de Domingos Monteiro e Rebelo. A partir de 1845, ao lado de Rebelo, Guilhobel trabalhou na construção do palácio de verão de Dom Pedro II em Petrópolis (hoje sede do Museu Imperial), cujo projeto inicial era do engenheiro alemão Júlio Frederico Koeler.
Outra obra arquitetônica importante de Guilhobel, realizada em 1852, foi a capela com zimbório que ocupa a parte central da Santa Casa de Misericórdia do Rio de Janeiro. A Santa Casa também foi uma obra conjunta, já que o projeto geral (1843) foi de Domingos Monteiro e o pórtico neoclássico (1865) de Rebelo.